# Зостерофилловые
Зостерофи́лловые (лат. Zosterophyllópsida) — класс древних растений, достигший расцвета в раннем девонском периоде. Близки к риниофитам, от которых отличались боковым положением спорангиев. Обнаруживаются в тех же залежах, что и риниофиты.

## Описание

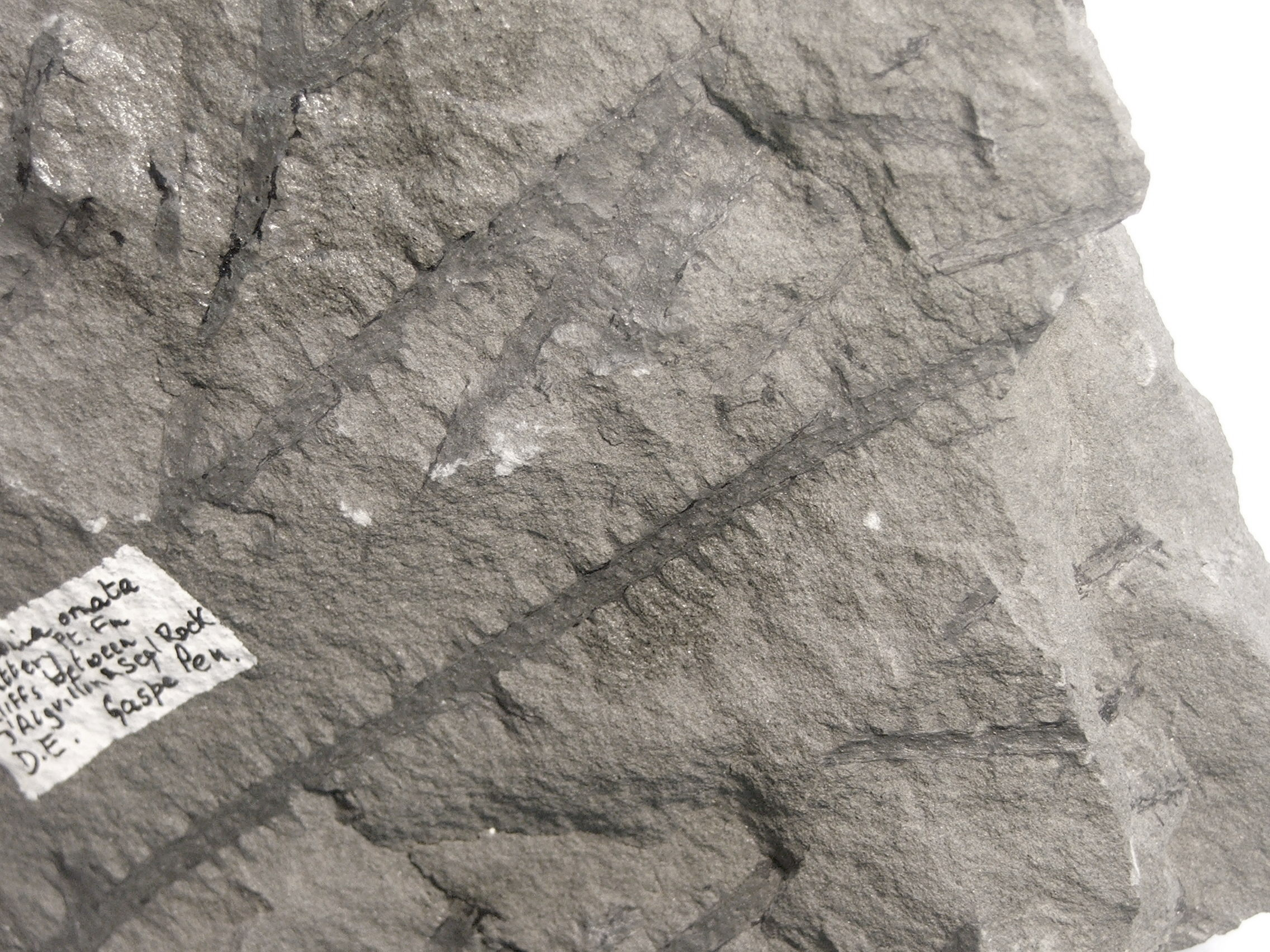
Окаменелое растение рода савдония

Для большинства зостерофилловых было характерно дихотомическое ветвление, некоторые ветвились псевдомоноподиально, конечные веточки развивались раскручиваясь. Протостела экзархная, часто эллиптическая в поперечном сечении, более массивная, чем у риниофитов. Спорангии почковидной до шаровидной формы, располагались латерально по стеблю, сидячими или на коротких ответвлениях, нередко были собраны в стробилоподобные образования. При созревании спор спорангий раскрывался по щели двумя створками, вдоль щели часто имелось утолщение. Зостерофилловые были равноспоровыми растениями.
Роды Barinophyton и Protobarinophyton отличались наличием в спорангиях крупных и мелких спор.
Зостерофилловые считаются родственниками плауновидных, в их строении присутствуют несколько важных общих признаков: экзархная протостела и боковые почковидные спорангии. В отличие от плаунов, зостерофилловые не имели листьев, вместо них у этих растений имелись различного типа боковые отростки стебля, по-видимому, служившие для увеличения фотосинтезирующей поверхности.

## Систематика
Зостерофилловые занимали промежуточное положение между риниофитами и плауновидными. По мнению некоторых учёных, эти растения являлись предками плауновидных, другие же палеоботаники считают её парафилетичной группой либо сестринской группой по отношению к ним.
Надродовая систематика в настоящее время является предметом дискуссий, окончательное разграничение класса на порядки и семейства не определено. В классе известны следующие роды:
- (?) Adoketophyton C.S.Li & D.Edwards, 1992
- Anisophyton W.Remy, Schultka & Hass, 1986
- Barinophyton D.White ex E.Arber, 1921 — Баринофитон
- Crenaticaulis H.P.Banks & M.R.Davis, 1969 — Кренатикаулис
- Deheubarthia D.Edwards, Kenrick & Carluccio, 1989
- Demersatheca C.S.Li & D.Edwards, 1996
- (?) Discalis S.G.Hao, 1989
- Ensivalia Gerrienne, 1996
- Gosslingia Heard, 1927 — Госслингия
- Guangnania D.M.Wang & S.G.Hao, 2002
- (?) Gumuia S.G.Hao, 1989
- (?) Hicklingia Kidst. & W.H.Lang, 1923 — Хиклингия
- Hsua D.M.Wang, S.G.Hao & Q.Wang, 2003
- (?) Huia B.Y.Geng, 1985
- Kaulangiophyton Gensel & Kasper, 1969
- Konioria Zdebska, 1982
- Krithodeophyton D.Edwards, 1968 — Критодеофитон
- Macivera Kotyk, Basinger, Gensel & T.A.Freitas, 2002
- (?) Nothia A.G.Lyon, 1964 — Ноттия
- Odonax Gerrienne, 1996
- Oricilla Gensel, 1982 — Орицилла
- Protobarinophyton Ananev, 1955 — Протобаринофитон
- (?) Rebuchia Hueber, 1970
- Sartilmania Fairon-Dem., 1986
- Sawdonia Hueber, 1971 — Савдония
- Serrulacaulis Hueber & H.P.Banks, 1979
- Tarella D.Edwards & Kenrick, 1986
- Thrinkophyton Kenrick & D.Edwards, 1988
- Trichopherophyton A.G.Lyon & D.Edwards, 1991
- Zosterophyllum Penh., 1892 — Зостерофиллум